# 米尔多夫—弗赖拉辛铁路
米尔多夫－弗赖拉辛铁路（德語：Bahnstrecke Mühldorf–Freilassing）是德国巴伐利亚州境内由因河畔米尔多夫至弗赖拉辛的一条干线铁路，全长65.6公里。它在德国铁路的行车大纲中被标识为945号（KBS 945），现由德国铁路的子公司巴伐利亚东南铁路负责管理。

## 历史
米尔多夫－弗赖拉辛铁路是作为皇家巴伐利亚国营铁路最后兴建的铁路线之一，于1908年12月1日实现全线贯通。由于最初的设想是作为陶恩铁路的一条供应线，因此它也被称为“巴伐利亚的陶恩铁路（bayerische Tauernbahn）”，并且是通过扩建及衔接不同的地方铁路路段而成：
- 米尔多夫－蒂斯灵区间是作为米尔多夫－布格豪森铁路（德语：Bahnstrecke Mühldorf–Burghausen）的一部分于1897年8月10日建成通车；
- 弗赖拉辛－维斯米尔（德语：Wiesmühl）是作为弗赖拉辛－蒂特莫宁地方铁路的一部分于1890年6月14日（弗赖拉辛－劳芬）和1894年5月1日（劳芬－蒂特莫宁）。

上述两条铁路之间此时则有两个连接方案可供选择：一是由阿尔茨河畔布格基兴（位于米尔多夫－布格豪森铁路中）至维斯米尔（通过既有线前往蒂特莫宁），另一个连接方案则是由蒂斯灵－加兴－维斯米尔。后者得以最终获得落实，因为它具备在基希韦达赫和加兴之间建立一条连接线的优势，可以使原有的特劳恩施泰因－加兴铁路在加尔兴与新线路接轨。
在蒂斯灵，往布格豪森的线路走向发生了改变，因为它最初计划将延伸至陶恩铁路位于埃灵（Ehring）的分支点。然而蒂斯林格无论是在哪条线路中设立车站，都会使换乘变得相当困难。最终蒂斯灵车站及海利根施塔特停车点都被移动，一个新的蒂斯灵车站设于往布格豪森的线路上，旧的走向则被废弃。
米尔多夫－弗赖拉辛铁路于1920年4月24日被德意志国铁路的巴伐利亚集团管理局（Gruppenverwaltung Bayern）接管，而目前则由德国铁路下属的巴伐利亚东南铁路负责运营。尽管曾开办有一些长途列车服务，但该线路的跨区域意义在20世纪上半叶一直处于较低水平，时至今日，它也仅能提供主要的地方性运输服务。几个较小的中间站在20世纪下半叶被废弃。但曾于1988年5月29日关闭的基希韦达赫停车点至1996年6月2日又被重新启用。
自1908年起作为盲肠线使用的蒂特莫宁－维斯米尔－蒂特莫宁路段最初曾是弗赖拉辛－蒂特莫宁地方铁路的一部分，它自1969年9月27日起已不再办理客运，并自1981年7月31日起也停办了货运。
作为米尔多夫－萨尔茨堡铁路通道中首个完成的改造项目，在米尔多夫南部跨越因河的一座混凝土桥（160米）已于2011年9月下旬投入使用。

## 运营
自2003年起，几乎所有从米尔多夫驶来的客运列车都会经由弗赖拉辛继续前往萨尔茨堡。此外，自2005年起，几乎所有这些列车又会继续经由诺伊马克特－圣法伊特－兰茨胡特铁路前往兰茨胡特。全线每天的发车间隔为每两小时1班，而逢周一至周五在米尔多夫－特罗斯特贝格间开行的补充班次则可使米尔多夫至加兴区间的发车间隔缩短至每小时1班。
在货运方面，线路在平日会根据需求开行一对经由米尔多夫－弗赖拉辛－特劳恩施泰因方向运行的货运专列，它往返于根多夫和布格豪森之间，主要为巴伐利亚化工三角区内的企业提供服务。在米尔多夫至加兴之间同样也有长途货运列车班次，它主要服务于在加尔兴以及在特劳恩施泰因－加兴铁路沿线的客户。
在原“巴伐利亚的陶恩铁路”的米尔多夫－蒂斯灵路段，还开行有服务于米尔多夫－布格豪森铁路的大量客运及货运列车。

## 改造计划
米尔多夫－萨尔茨堡铁路通道全线应实现电气化，而基希韦达赫－蒂特莫宁－维斯米尔区间则应进行复线改造。此外，蒂斯灵－布格豪森区间也考虑实现电气化。线路的最高速度将被扩展（甚至可能会在既有走向中实现）至160公里/小时。根据德国铁路的公告，建设项目的融资原本应至2012年完成，但时至今日仍然不明朗 。
米尔多夫－蒂斯灵路段的复线改造、包括电气化改造的融资方案现已确定，联邦交通部长彼得·拉姆绍尔在2011年9月预期，项目可于2016年启动。为此德铁网络与德国联邦交通部已于2013年2月14日签署了价值1.276亿欧元的融资协议。此外，由弗赖拉辛至奥地利边境路段的三线改造融资协议也已落实，项目预计将耗费5,000万欧元 。
审批规划的第一部分，由旧米尔多夫至米尔多夫的3.8公里路段已于2013年4月12日完成审批。在经过两个月的答辩期限后，动工仪式于同年7月29日举行。规划的第二部分，由米尔多夫至蒂斯灵路段的审批有望将在2014年完成。复线改造工程预计将在2017年投入运营。
在全部改造完成后，线路将可作为慕尼黑－罗森海姆铁路以及罗森海姆萨尔茨堡铁路的一条替代线路使用，从而增强布伦纳山口的货运通行能力。